# Luis Molina (político)
Luis Molina (Mendoza, ca. 1820-1863) fue un político argentino, que ejerció como Gobernador de la provincia de Mendoza entre 1862 y 1863.

## Biografía
Era hijo de Pedro Molina, que fuera gobernador de la provincia en cuatro oportunidades, entre 1822 y 1840. Comenzó su actuación política muy joven, durante la última gobernación de su padre, y luego fue legislador y funcionario durante las gobernaciones de Pedro Pascual Segura, a quien acompañó a la firma del Acuerdo de San Nicolás. Quedó en Buenos Aires, y desde allí pasó a Corrientes, donde medió exitosamente en la primera revolución del general Nicanor Cáceres contra el gobernador Juan Gregorio Pujol.
Vuelto a Mendoza, pasó los años siguientes ocupando puestos de funcionario público y administrando la estancia heredada de su padre. También fue legislador. Tras el terremoto de Mendoza de 1861 se destacó como un encarnizado adversario del gobernador Laureano Nazar. A fines de ese mismo año se produjo la invasión del ejército del Estado de Buenos Aires a Cuyo. El gobernador delegado, Juan de Dios Videla, intentó ser reconocido por los invasores, pero el auditor Domingo Faustino Sarmiento había decidido expulsar a todos los federales. El 2 de enero de 1862, Videla abandonó Mendoza y la legislatura fue disuelta por las armas de los invadores; tras dos gobiernos que duraron horas, bajo la presión del ejército, una asamblea de notables eligió gobernador a Luis Molina.
De inmediato expulsó a todos los federales de todos los puestos públicos, incluidos los oficiales de ejército, los maestros de escuela y los curas de las parroquias. Poco después hizo elegir una nueva legislatura, formada exclusivamente por unitarios; en cuanto asumió, ésta sancionó un manifiesto, por el cual la provincia reasumía la soberanía interior y exterior, ordenaba el retiro de los diputados y senadores del Congreso de la Confederación Argentina —que llevaba tres meses disuelto— y en el mismo acto concedía la autoridad nacional al gobernador porteño Bartolomé Mitre.
Inició la reconstrucción de Mendoza —desechando todo lo hecho por su antecesor— y el traslado de la ciudad a su ubicación actual. Proyectó la construcción de una presa derivadora sobre el río Mendoza, para aumentar el caudal de los canales de irrigación, y comenzó la construcción de un canal para regar el pueblo de La Paz.
Festejó con un pomposo desfile militar el primer aniversario de la batalla de Pavón, y en un acto solemne reconoció la autoridad presidencial de Mitre, el mismo día en que éste asumió como presidente de la Nación. A fines de ese año continuó la persecución de los federales, en sintonía con las revueltas del Chacho Peñaloza en La Rioja y San Luis.
La partida de policía que buscaba al coronel Francisco Clavero por la muerte de Antonino Aberastain se encontró con que éste había huido a Chile; de modo que arrestaron y engrillaron a sus hijos. Clavero decidió entonces regresar a Mendoza, iniciando en ésta una guerra civil que hasta ese momento había estado ausente de esa provincia. Tras insubordinar todo el sur de la provincia, Clavero fue derrotado y arrestado en abril de 1863.
Superado el trance, con su salud quebrantada y una oposición en ascenso, Molina envió su renuncia a la legislatura, que no la respondió. A continuación se presentó personalmente en la misma, para repetir su renuncia, pero fue expulsado de la sala porque la constitución provincial prohibía expresamente que el gobernador participara de las sesiones.
Tras una breve enfermedad, murió el 25 de noviembre de 1863.